# Incendios forestales de Canarias de 2019

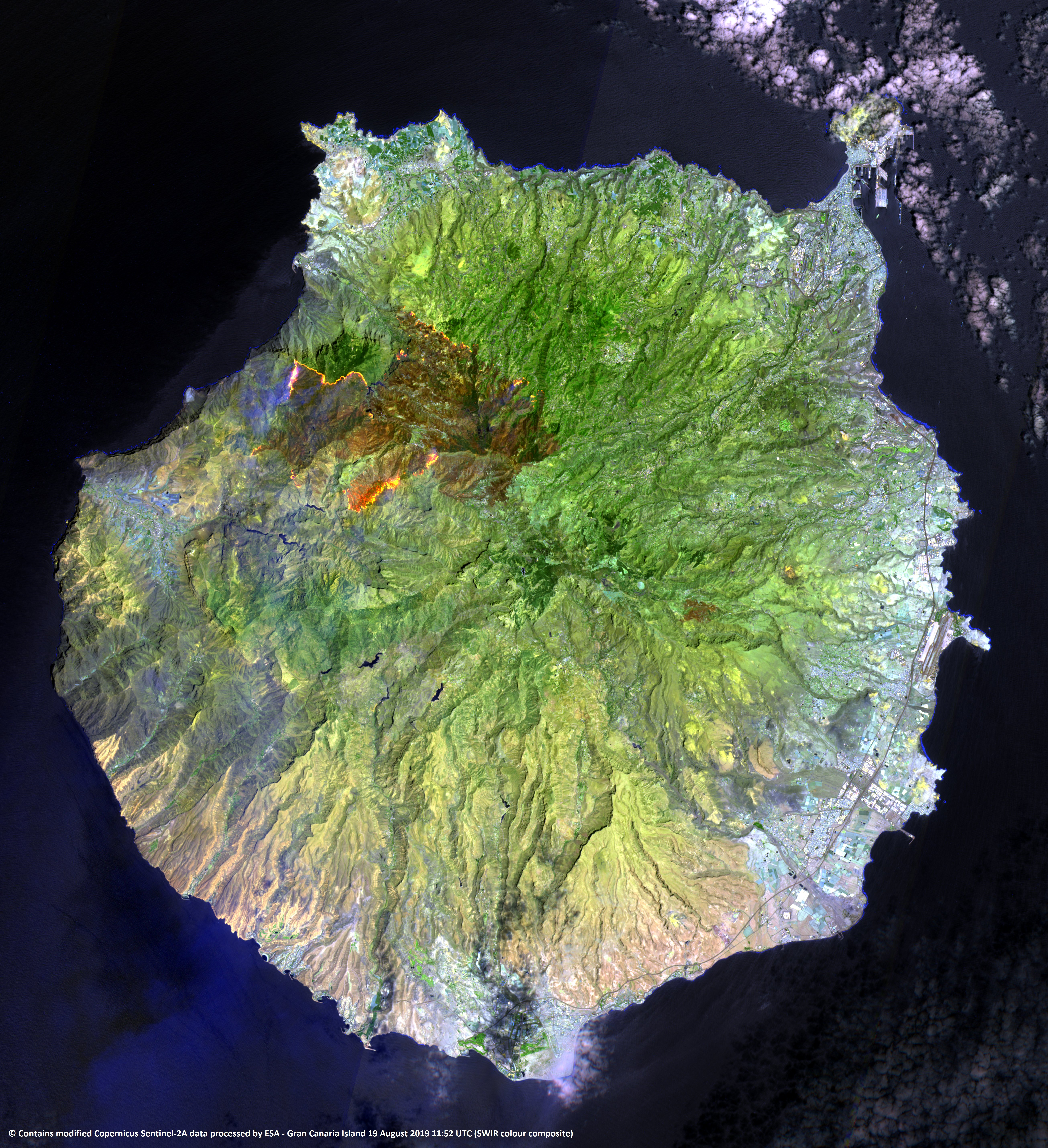
Imagen en falso color de la ESA, capturada el 19 de agosto de 2019 en la isla de Gran Canaria, que muestra los incendios en naranja brillante y cicatrices de quemaduras en marrón oscuro

Los incendios forestales de Canarias de 2019 fueron un conjunto de 6 incendios forestales (2 de ellos grandes) que tuvieron lugar en Canarias, España, sobre todo en la isla de Gran Canaria, desde el 10 de agosto hasta el 26 de septiembre de 2019.

## Gran Canaria

### Incendio forestal de Artenara
El primer incendio forestal se originó por acción humana involuntaria el 10 de agosto de 2019 en el municipio de Artenara, extendiéndose hacia los de Tejeda y Gáldar más tarde El hombre,de unos 55 años que trabajaba con una máquina de soldar y provocó accidentalmente el incendio,originario de Telde fue arrestado. Actualmente se está esperando un juicio para determinar si tendrá procedimiento penal
Para el 12 de agosto, el incendio había sido contenido pero no extinguido. Para entonces, se habían quemado 1000 hectáreas de tierra y más de 1.000 residentes locales habían sido evacuados. Además el incendio también se extendió hacia Moya y se quedó a las puertas de llegar al de Valleseco
El incendio forestal se declaró estabilizado el 13 de agosto, tras el trabajo de extinción en el que participaron 13 aeronaves.Para entonces, se habían visto afectadas 1500 hectáreas. El 16 de agosto, se permitió a los residentes regresar a sus hogares. El 25 de agosto, el incendio se declaró como extinguido.

### Incendio forestal de Cazadores
El 13 de agosto se declaró un segundo incendio en el barrio de Cazadores, en el municipio de Telde, extendiéndose hacia el de Ingenio,que provocó la evacuación de 25 vecinos. Este incendio, de menor magnitud, fue provocado por un pirómano que posteriormente fue detenido. el 14 de agosto, el incendio había sido controlado tras haber arrasado unas 160 hectáreas. El 25 de agosto, se declaró el incendio completamente extinguido.

### Incendio forestal de Valleseco
El 17 de agosto, durante una intensa ola de calor, se declaró otro incendio forestal en Cueva Corcho,en la zona alta del municipio de Valleseco. Hasta el 19 de agosto, el fuego había arrasado unas 3400 hectáreas, obligando a la evacuación de unas 8 000 personas de aproximadamente 40 localidades de la comarca, incluyendo a los afectadas por el incendio de Artenara hace apenas unos días. El incendio también alcanzó el parque natural de Tamadaba,quemando un 32% del mismo.
En el incendio forestal intervinieron 16 aeronaves y alrededor de 700 bomberos; sin embargo, las altas temperaturas, los fuertes vientos y los bajos niveles de humedad obstaculizaron los esfuerzos y el incendio forestal no pudo ser contenido, y las autoridades lo declararon "completamente fuera de control". Llamas de hasta 50 metros hicieron que algunas áreas fueran inaccesibles para los Hidroaviónes.
El 20 de agosto, y gracias, en parte, a la mejora de las condiciones meteorológicas, el incendio forestal comenzó a remitir y a perder potencial. Algunos flancos habían sido contenidos, mientras que otros seguían siendo totalmente inaccesibles para los bomberos forestales. La superficie afectada había alcanzado 10 000 hectáreas (24 710,5 acre) (más del 6% de toda la isla), convirtiéndolo en el peor incendio de toda España en los últimos seis años. En total, unas 9 000 personas de más de 50 pueblos y ciudades fueron evacuadas de sus hogares.
Para el 22 de agosto, el incendio se había estabilizado,pero aún no se había extinguido.Aun así unas 7500 personas que habían sido evacuadas pudieron regresar a sus hogares.
El incendio se originó muy cerca de una torre de alta tensión y se descubrió que la causa del incendio fue un fallo en el cableado eléctrico de la torre que provocó una chispa. También hace dos meses y medio antes, se produjo un conato de incendio exactamente en el mismo lugar, pero como la mayoría de los incendios en la isla, se extinguió rápidamente. También cabe nombrar que es evidente que las condiciones climáticas cálidas, ventosas y secas contribuyeron en gran medida a la rápida propagación del incendio. Muchos también culparon a la negligencia de las autoridades locales (es decir el ayuntamiento de Valleseco) por no haber despejado la maleza y las hojas secas acumuladas en el suelo del barranco, lo que avivó aún más el fuego. Además,los bomberos de la isla señalaron la mala gestión política de las emergencias en la isla, las condiciones laborales inadecuadas, la escasez de bomberos y el hecho de que el parque de bomberos más cercano al incendio forestal había estado cerrado durante los últimos ocho años. El presidente del cabildo insular, Antonio Morales,respondió a estas afirmaciones afirmando que un equipo de profesionales extraordinarios trabaja durante todo el año en medidas preventivas como los cortafuegos. En cambio, Morales puso la responsabilidad en los propietarios de terrenos privados que no mantienen adecuadamente sus propiedades.

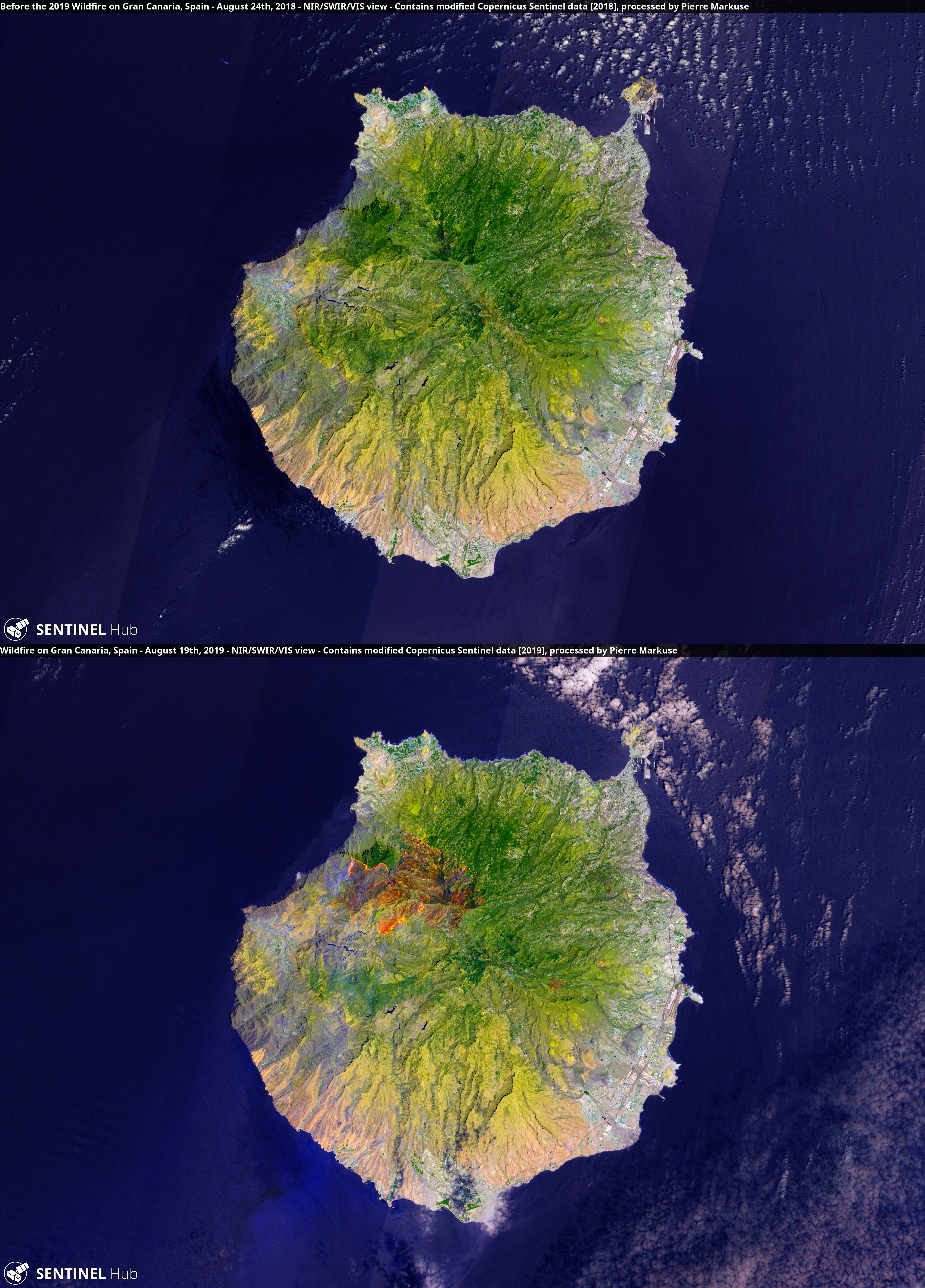
Mapa de falso color de Gran Canaria antes y después de los 4 incendios forestales.

#### Daños a áreas protegidas
El incendio forestal afectó los alrededores de Risco Caído y las Montañas Sagradas de Gran Canaria,justamente un mes después de que el sitio fuera declarado Patrimonio de la Humanidad por la UNESCO .Aunque el incendio no dañó el yacimiento arqueológico,si no a los alrededores.
El 84% de las 10000 hectáreas afectadas por el incendio forestal, es decir, 8709.5 hectáreas, formaban parte de espacios naturales protegidos.
| Espacio natural protegido            | Área total (ha) | Área afectada (ha) | Área afectada (%) |
| ------------------------------------ | --------------- | ------------------ | ----------------- |
| Paisaje protegido de Las Cumbres     | 4.273,97        | 1.953,63           | 45.71             |
| Monumento natural del Montañón Negro | 189.78          | 189.78             | 100.00            |
| Parque natural de Tamadaba           | 7.487,89        | 2.713,61           | 36,24             |
| Parque rural del Nublo               | 26.000          | 3.510              | 13,50             |

### Incendio forestal de Las Lagunetas
En la tarde del 30 de agosto se declaró un incendio forestal entre las zonas de Las Lagunetas y Cruz de Tejeda, en el municipio de la Vega de San Mateo, movilizando a dos aeronaves. Finalmente el fuego se decretó como estabilizado 1 hora después y extinguido el 31 de agosto,el incendio afectó a 1 hectárea. La Guardia Civil detuvo a un presunto autor del fuego en diciembre de 2019.

## Tenerife
En la tarde del 18 de agosto, se declaró un incendio forestal en un barranco en el municipio de Vilaflor de Chasna. Para extinguir el incendio fue necesaria la intervención de un helicóptero y tres vehículos terrestres,el 19 de agosto,el incendio se declaró controlado.

## Lanzarote
Durante la noche del 18 de agosto de 2019, se declaró un incendio forestal en la zona de El Bosquecillo, dentro del municipio de Haría. Cabe nombrar que el incendio fue en la única zona con masa forestal de la isla. El incendio se declaró controlado poco después. El incendio afectó a 2 hectáreas de tierra, finalmente se extinguió después de más de seis horas.